# Бессмертная гвардия 2
«Бессмертная гвардия 2» (англ. The Old Guard 2) — американский супергеройский фильм режиссёра Виктории Махони. В основе сценария Грега Рукки одноимённый комикс. Продолжение фильма 2020 года «Бессмертная гвардия». Главные роли в фильме исполнили Шарлиз Терон, Кики Лэйн, Марван Кензари, Лука Маринелли, Ума Турман и Генри Голдинг.
Премьера фильма состоялась на сервисе Netflix 2 июля 2025 года.

## Сюжет
Энди и её сплочённая команда бессмертных воинов вновь берутся за дело, продолжая тайно защищать человечество от смертельных угроз. Однако на этот раз их ждёт испытание, какого ещё не было: против них встаёт таинственный и крайне опасный враг, чья сила способна поколебать сами основы существования Бессмертной гвардии.
Когда кажется, что ситуация уже на грани катастрофы, происходит нечто неожиданное — появляется тот, кого давным-давно считали погибшим. Его возвращение может изменить всё, но принесёт ли оно спасение... или станет началом конца?

## В ролях
- Шарлиз Терон — Энди / Андромаха из Скифии
- Кики Лэйн — Найл Фримен
- Марван Кензари — Джо / Юсуф Аль-Кайсани
- Лука Маринелли — Ники / Николо ди Дженова
- Маттиас Схунартс — Букер / Себастьян Ле Ливр
- Вероника Нго — Куин
- Чиветел Эджиофор — Джеймс Копли
- Ума Турман — Discord
- Генри Голдинг — Ханг Туах

## Производство
В июле 2020 года Грег Рукка сказал: «В случае сиквела — разбейте стекло. Всё очень просто. Хотите ещё один? Вот способ в него попасть». В том же месяце Шарлиз Терон выразила свою заинтересованность во втором фильме, сказав: «Давайте немного отдохнём, но учитывая тот факт, что все мы действительно хотим этого, я уверена, что когда наступит подходящее время, мы начнём разговор».
27 января 2021 года стало известно, что Netflix одобрил сиквел. 26 августа было объявлено, что Виктория Махони заменит Джину Принс-Байтвуд на посту режиссёра сиквела. Терон, Кики Лэйн, Марван Кензари, Лука Маринелли, Маттиас Схунартс, Вероника Нго и Чиветел Эджиофор вновь вернутся к своим ролям из первого фильма. В июне 2022 года Ума Турман и Генри Голдинг были приглашены на нераскрытые роли, а Грег Рукка был утвержден в качестве автора сценария.
Съёмки начались в июне 2022 года. Часть съемок проходила на итальянской студии Cinecittà. В августе 2022 года во время демонтажа загорелась съемочная площадка, что привело к задержке съёмок. Дополнительные съемки проходили в Великобритании. Съёмки были завершены в сентябре 2022 года.
К январю 2023 года композиторами фильма стали Макс Арудж и Рут Барретт, заменившие Фолькера Бертельмана и Дастина О’Халлорана, которые написали музыку к первому фильму.
30 января 2025 года Netflix объявили о том, что вторая часть фильма выйдет 2 июля 2025 года.
Один из продюсеров франшизы, Марк Эванс, намекнул, что существуют планы снять и третий фильм.

## Отзывы и оценки
На сайте Rotten Tomatoes фильм имеет рейтинг 22 % основанный на 88 отзывах. Консенсус критиков гласит: «Захваченный скучной мифологией и невыразительным исполнением, „Бессмертная гвардия 2“ обнаруживает, что эта начинающая франшиза уже перегрета».